# Manfred Stader

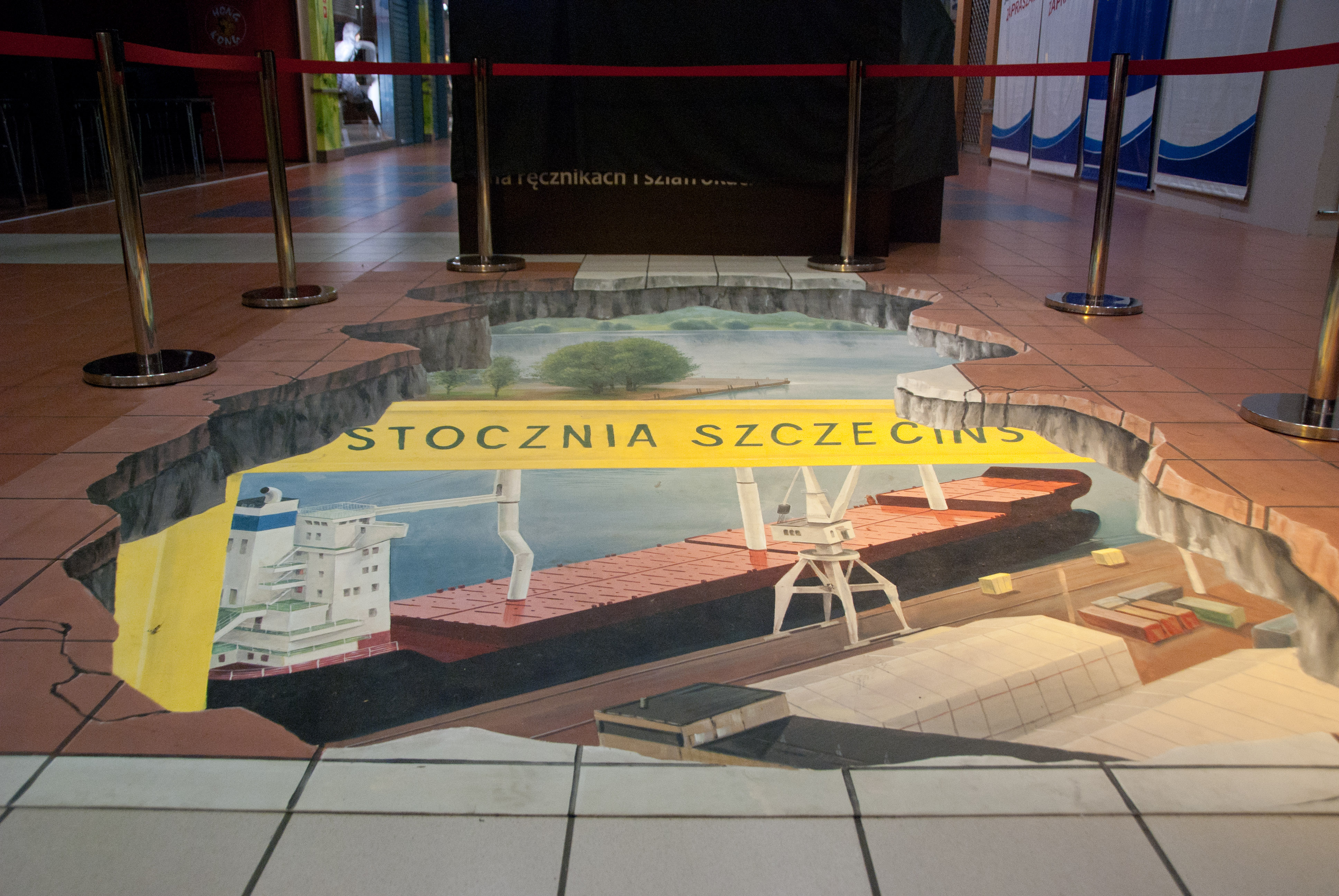
Manfred Stader Stocznia Szczecinska 2

Manfred Stader és un artista alemany de carrer especialitzat en el popular art de carrer en 3D. L'art de carrer 3D, també anomenat art anamòrfic o art en perspectiva d'un punt, és una tècnica molt antiga que permet a l'artista crear una fantàstica il·lusió de plasticitat quan veus les seves pintures des d'un angle específic i esdevé l'anamorfosi. És molt entretingut tant per als transeünts, que poden posar amb la pintura d'una manera força creativa i fer imatges, com per als usuaris d'Internet, on les imatges d'art de carrer en 3D gaudeixen d'una gran popularitat.
Els pintors de carrer, artistes de performance que creen les seves obres d'art directament a la vorera davant dels curiosos espectadors, tenen una llarga tradició i han rebut molts noms al llarg dels segles. A la Itàlia del segle XVI s'anomenaven I Madonnari, perquè molt sovint representaven la madona. Avui, els artistes de carrer poden guanyar un prestigiós títol de Mestre Madonnaro, tal com ja va fer Manfred Stader el 1985.
Crea pintures impressionants i divertides que fan girar el cap a la gent per a presentacions d'empreses, fires, institucions, festivals d'art i moltes altres ocasions, i conviden la creativitat de la gent al seu torn, fent-los interactuar amb les seves il·lusions òptiques.
Hi ha força geometria darrere de les il·lusions; si mireu algunes de les imatges de la galeria, veureu com de diferents es veuen les pintures des de qualsevol altra perspectiva que la prevista.